# Mamonovo

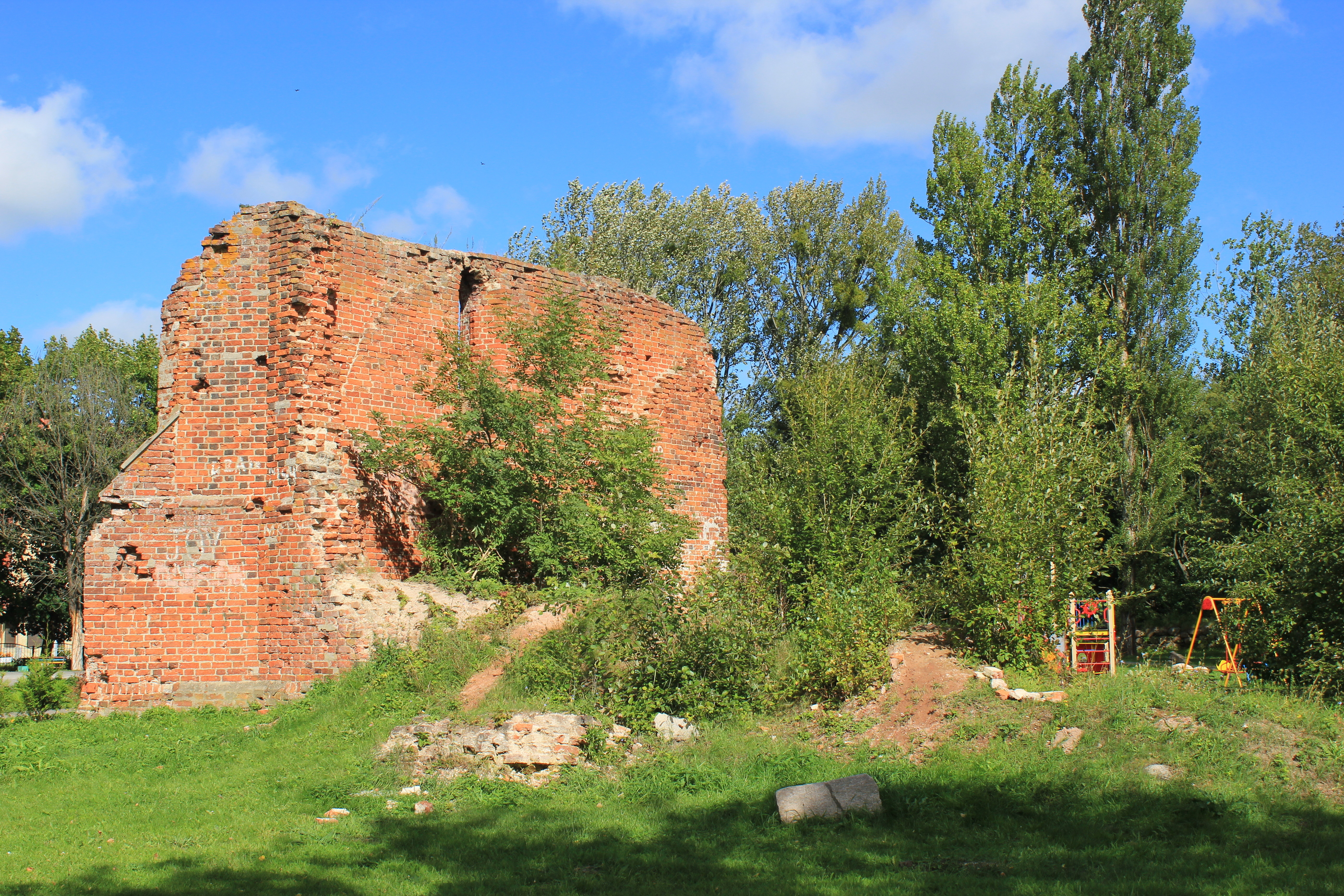
Kyrkoruin i Mamonovo.

Mamonovo (ryska: Мамоново, tyska: Heiligenbeil, polska: Świętomiejsce eller Święta Siekierka, litauiska: Šventapilė) är en stad i sydvästra delen av Kaliningrad oblast i Ryssland. Orten hade 7 761 invånare vid folkräkningen i oktober 2010. Staden är administrativt säte för Mamonovos stadsdistrikt där fyra ytterligare omgivande orter ingår.

## Historia
Orten ligger i den historiska regionen Ostpreussen och beboddes under förkristen tid av pruserna. Staden grundades under namnet Heiligenstadt i den Tyska ordensstaten under 1200-talet och är en direkt översättning av det tidigare prusiska namnet Swento mest. Namnet Heiligenbeil etablerades under senmedeltiden och representeras av den "heliga yxa" som är del av stadens vapen och som sägs ha använts av augustinermunkar för att hugga ned det heliga träd som tillbads av pruserna. Efterledet -beil tros dock ursprungligen komma från prusiskans bila, "tal" eller "predikan", vilket åter syftar på platsens roll som kultplats; vapenskölden är av senare datum. 
Som del av Ostpreussen blev regionen efter ordensstatens upplösning del av hertigdömet Preussen, under polsk överhöghet fram till 1656, kungadömet Preussen från 1701, och från 1871 som del av Tyskland. 
Under andra världskriget kom den tyska fjärde armén att bli omringad här från januari till mars 1945 i samband med den sovjetiska offensiven under krigets slutskede. 
Orten blev del av den ryska Kaliningradexklaven efter krigsslutet 1945. Det ryska namnet Mamonovo togs från den sovjetiske officeren Nikolaj Mamonov som stupade vid Pułtusk 1944 och postumt tilldelades utmärkelsen Sovjetunionens hjälte.

## Kommunikationer
Mamonovo är ändstation för regionaltåg på järnvägslinjen Kaliningrad–Mamonovo, en delsträckning av den tidigare preussiska östbanan. Söder om staden korsar järnvägen gränsen över till Braniewo i Polen, men bland annat på grund av olika spårvidder i Polen och Ryssland förekommer idag endast begränsad persontrafik mellan Mamonovo och Braniewo.
Staden genomkorsas av Europaväg 28, i Ryssland skyltad som A 194. Vägen utgör en del av den gamla sträckningen för den tyska Reichsstrasse 1 och ansluter vid den rysk-polska gränsen till den polska landsvägen DK 54.